# 光磁気ディスク
光磁気ディスク（ひかりじきディスク、magneto-optical disk 〈discとも表記される〉）とは、赤色レーザー光と磁場を用いて磁気記録および再生を行う電子記録媒体の1つである。1980年代から1990年代前半に磁気テープに代わる映像記録媒体として研究開発が行われ、アナログあるいはデジタル記録媒体として実用化された。
1985年に最初の光磁気ディスクメディアおよび対応製品として5.25インチドライブが発売され、1988年にはNeXT社から光磁気ディスクドライブを搭載したワークステーション「The Cube」が発表された。1991年には3.5インチドライブがIBMから発売された。
MO（エムオー）あるいはMOディスクと略した場合、一般には後述のISO規格準拠のMOディスク（3.5インチ、5.25インチ）のことを指すが、本項目では他規格の光磁気ディスクについても記述する。
規格は2000年代で消滅したとされ、ハードディスクドライブ (HDD) やフラッシュメモリーなどの大容量化によって、ほぼ代替されている。

## 概要
光磁気ディスクには磁性を持った記録層が形成されており、外部から電磁石による記録用の磁界を加えて媒体を磁化する点では磁気ディスクと似ているが、記録層が常温ではほとんど磁化されず、これを熱して磁化する点に特徴がある。記録の際に光の強度を変化させて磁界を一定とする光変調方式と、光の強度を一定として磁界を変化させる磁気変調方式がある。

### 記録方法
磁気変調方式（MFM方式）では、以下の手順でデータが記録される。
1. メディアの磁性層に高出力のレーザ光を照射して、磁性が失われる温度（キュリー温度：ISO規格のMOでは摂氏150 - 180度）以上にまで瞬時に加熱する
2. レーザで照射された部分が、レーザ光から離れて磁性を記録保持できる温度まで冷え始めた所で、電磁石により記録層と垂直方向の磁界を与える
3. 磁性体が十分に冷えて、磁性が完全に保持される

この繰り返しにより磁性体にN極とS極の磁性が記録されていく。読み出し時には書き込み時よりも出力の弱いレーザを照射し、N極とS極の向きの違いによってレーザの偏光面が回転する現象（磁気光学カー効果）を検出しそれを0と1のデータとして読みとっている。
また光変調方式ではまず一定磁界・高出力レーザ光で記録層の磁力を一方向にそろえることで初期化（消去）し、続いて加える磁界を反転したうえで、記録したい部分を光で加熱し磁気を反転させて記録を行う。

### メディアの論理フォーマット
光磁気ディスクメディアの論理フォーマットとしては、ハードディスク形式とスーパーフロッピー形式の2種類がある。
ハードディスク形式
MOをハードディスクのようにフォーマットした形式で、パーティション分割可能。PC/AT互換機においては「FDISK形式」、FMRシリーズ・FM TOWNSにおいては「富士通形式」と呼ばれるものが用いられる。その他、PC-9800シリーズ、Macintosh、UNIX等にも独自のフォーマットがある。
なお、後述のスーパーフロッピー形式に比べメディアのマウント・アンマウント（取り出し）に制限を受けることがある。
スーパーフロッピー形式
MOを大容量のフロッピーディスクのようにフォーマットした形式で、主にWindowsで利用される。「MS-DOSフォーマット済み」として市販されているMOはこのスーパーフロッピー形式である。パーティション分割ができない。
スーパーフロッピー形式をさらに分類すると、IBM形式とセミIBM形式の2種類に細分できる。ちなみに、MOにおけるIBM形式はフロッピーディスクにおけるIBM形式とは無関係である。

## 各種の光磁気ディスク

### ISO規格のMOディスク

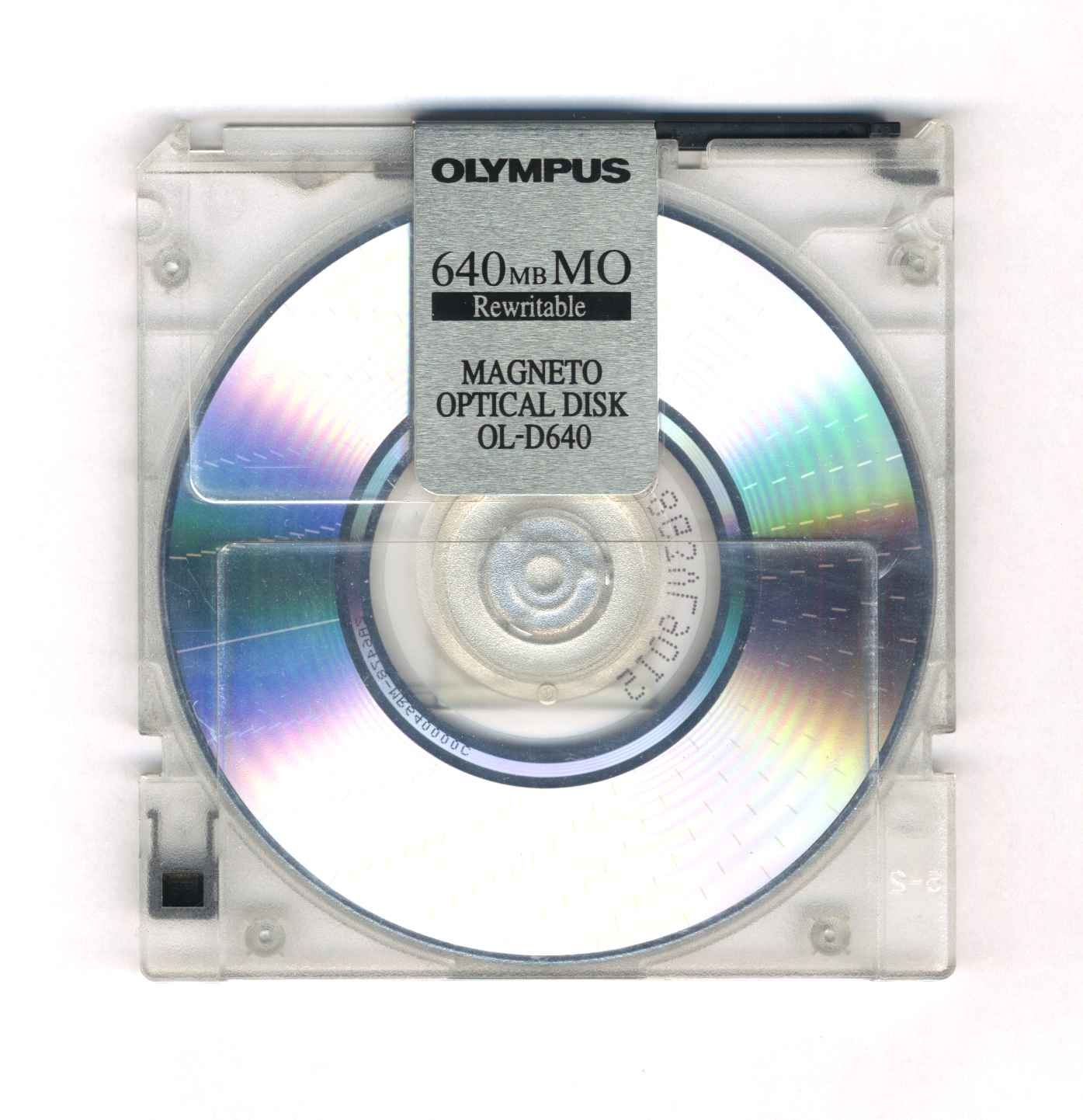
3.5インチ光磁気ディスク オリンパス製

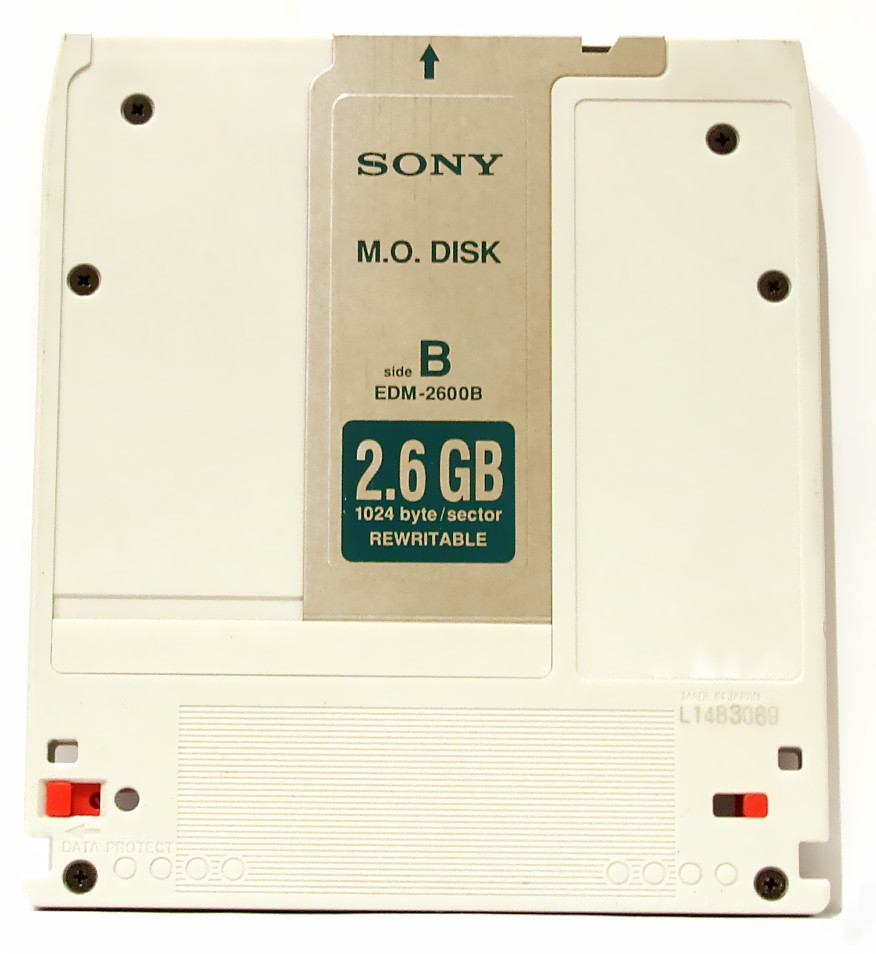
5.25インチ光磁気ディスク ソニー製

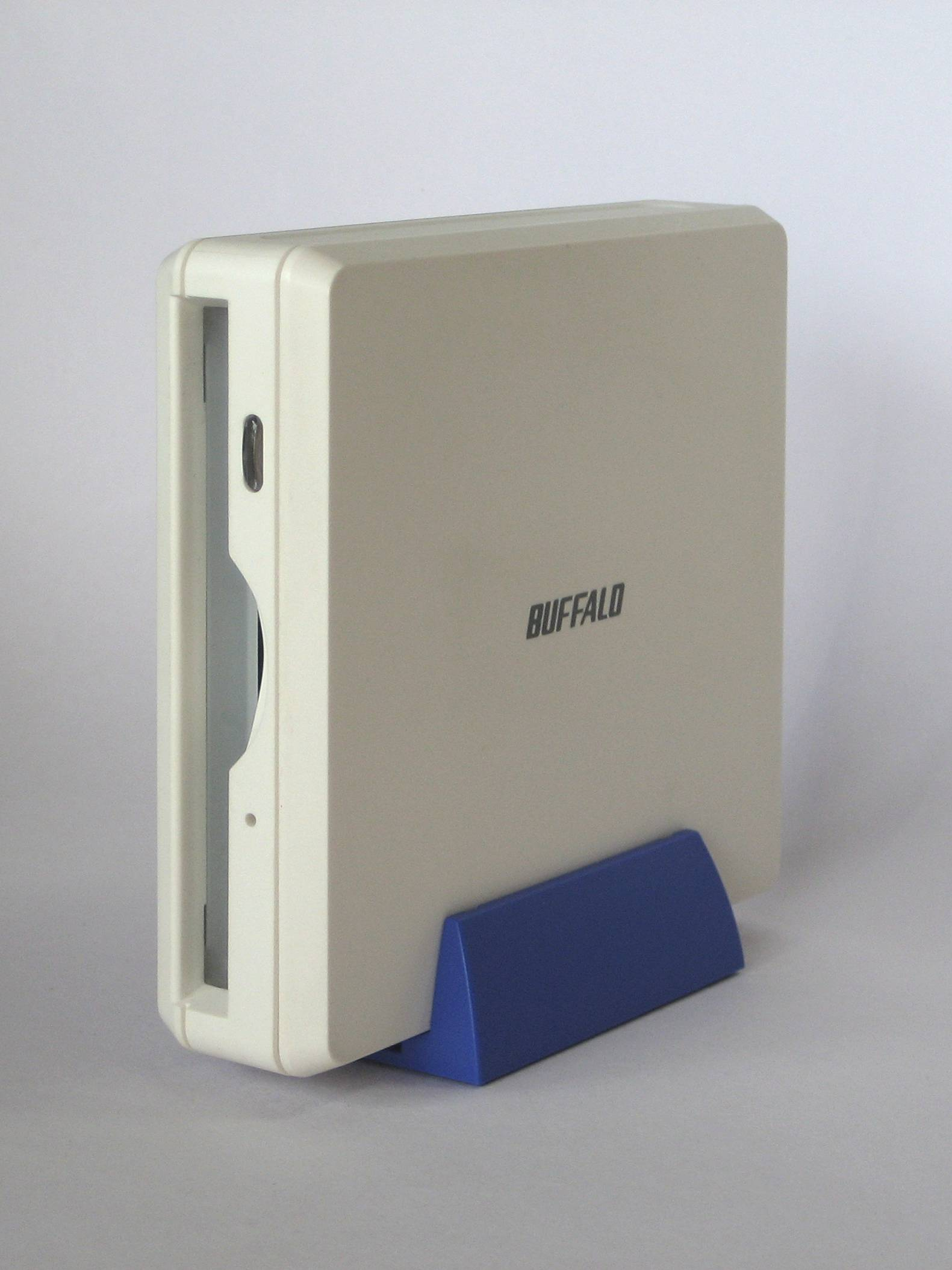
外付け型3.5インチMOディスクドライブ
（バッファロー製MO-PL640U2）

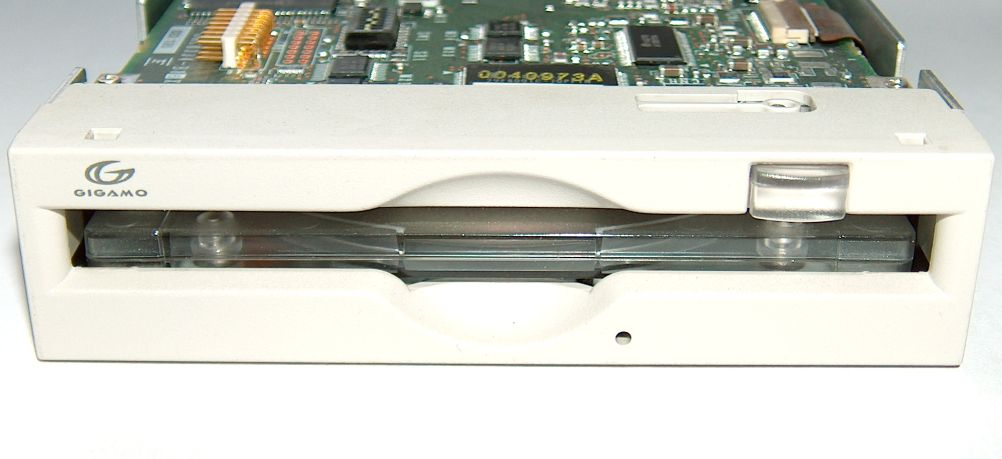
3.5インチMOディスクドライブ（内蔵型）

特徴
ISO規格のMOディスクは着脱可能な記憶媒体（リムーバブルメディア）である。3.5インチメディアと、より寸法の大きい5.25および8インチメディアが存在する。
フロッピーディスク2枚分の厚さを持つプラスチックのカートリッジに収められている。このため記録面は指紋や傷などから保護され、むき出しのメディアより指紋や傷がつきにくい。
またドライブの利用に際しても特にデバイスドライバは不要で、データの読み書きもフロッピーディスクと同様の感覚、つまりライティングソフトなしで行うことができる。
下位互換性があるために旧来のメディア（例：128 MBメディア）を最新のドライブ（例：2.3 GB対応ドライブ）で利用することも可能である（この逆は容量の問題で不可）。ただし、初期規格のメディアを最新規格のドライブで書き込むことができない等の制限はある。
3.5インチメディアにおいては、2000年以降Media IDと呼ばれる著作権保護機能が備わったメディア / ドライブの搭載が推進され、順次発売された。
DVD-RAMと違ってMS-DOSのデフォルトでデフラグが可能で頻繁な同期化、バックアップ用のメディアとして適している。
容量
一般的にパソコンで用いられる3.5インチタイプのメディアでは、128 MB (ISO/IEC 10090)・230 MB (ISO/IEC 13963)・540 MB (ISO/IEC 15041)・640 MB (ISO/IEC 15041)・1.3 GB (ISO/IEC 17346)・2.3 GB (ISO/IEC 22533)の容量がある。
GBクラスの容量を持つものは「GIGAMO（ギガモ）」と呼ばれる。なおGIGAMOにはオーバーライトメディアはない。
5.25インチメディアは3.5インチメディアが普及する以前に発売され、円盤の大きさはコンパクトディスクとほぼ同じで通常はDVD-RAMカートリッジとほぼ同形状のカートリッジケースに収められているが使われる機器によりケースに収めていない場合もある。また5.25インチメディアにはWrite Once Read Manyタイプや医療専用メディアも存在する。パソコン及びワークステーションやサーバで用いられ最大で9.1 GB（両面）の容量がある。
アクセス方法
シークができないクイックディスクに対し、MOはランダムアクセスが可能である。
3.5インチの640 MBまでのMOは内周からアクセスを開始するが、GIGAMOでは外周からアクセスする。また、5.25インチメディアではディスク両面に記録する。
記録方式
光磁気変調方式を採用している。トラックはフロッピーディスクやHDD（ハードディスクドライブ）の同心円状とは違い、螺旋状になっている。
また3.5インチMOはこれまでに幾多の技術を盛り込んで大容量化してきた。その技術のすべてを以下に挙げ、解説する。
- 128 MB：マークポジション記録、CAV、512バイト/セクタ、グルーブ記録
- 230 MB：ZCAV
- 640 MB：マークエッジ記録、2048バイト/セクタ
- 1.3 GB：MSR
- 2.3 GB：MSRとランド&グルーブ記録

MSRは磁気超解像 (Magnetically induced Super Resolution) のことで、フロントマスクとリアマスクによってレーザのビームスポット（照射面積）を狭めることで記録密度、読み取り精度を向上することができる。また素材が摂氏150度になったときだけ記録層の磁気を再生層に転写する中間層を設け、読み取り精度を高めている。しかしこの読み取り方式の特性上、従来よりも読み取り用レーザの出力が約7倍に高まることになり、結果として書き換え回数を激減させてしまった。
データ転送方法
当初のMOディスクへの書き込みはディスクの1回転毎に以下の3工程を行っていたため、ヘッド - MO間の物理的なデータ転送速度が遅かった。
- 磁性層のデータ消去（フォーマット）
- 磁性層へのデータ記録（書き込み）
- 磁性層に書かれたデータの検証（ベリファイ）

寸法の大きい5.25インチタイプでは複数のレーザーを照射し、複数の工程を同時に行い物理的なデータ転送速度を速くしたドライブもある。
現在では以下のような方法で物理的な書き込み速度を向上させると共に、MOドライブに搭載されるキャッシュメモリの大容量化とキャッシュコントローラの改良によるデータ転送の改善も図られている。
- 「消去」と「記録」を1回転中の工程で行う技術（ダイレクトオーバーライト。対応するドライブとメディアを組み合わせて使用した場合のみ有効）
- ディスクの回転速度向上（1996年末で最大3,600 rpm → 2005年末で最大6,750 rpm）
- ディスクのデータ密度向上

耐久性
MOの耐久性は次のような要因による。
- カートリッジに収められていることで、傷や埃によるダメージが少ない
- ディスクの両面を覆う分厚いポリカーボネート製の保護層により傷へのさらなる耐久性が高まる
- 記録時のレーザーの出力がCDやDVDと比較するとはるかに弱いため、ディスクへのダメージが少ない
- 加熱しないと磁気の影響を受けないため、磁石を近づけただけではダメージを受けることはない
- CD-RやDVD-Rとは違い、紫外線でほとんど劣化しない
- フロッピーとは違ってヘッドが接触することがないため、ディスクやヘッドが摩耗することはない

その他のメディアが抱える弱点に悩まされることが少ない点が、MOに対する根強い支持に繋がっている。
ただしドライブの構造上、レーザー岐路にプリズムを使っているため、喫煙場所やほこりの多い室内で使うと書き込み読み取りエラーが出て、耐久時間内にもかかわらず故障となることが多い。分解して清掃すると回復するが、かなりの熟練を要する。また高温下で使うとディスクの冷却が遅くなるため、書き込み速度の低下が起こる。
ドライブ自体は10万時間の耐久性がある。
各メディア製造メーカーの加速劣化試験によるとデータ保持寿命は推定50年から100年とされ、現在もMOの耐久性に匹敵するメディアは存在しない事からプロユースを中心とした需要は根強い（使用環境にもよるが、メディアよりもドライブの寿命の方が早いことすらある）。なお、MOの書き換え回数はハードディスクドライブをも上回る1000万回とされる（GIGAMOは100万回以上）。対するハードディスクドライブは100万回以上とされる。

### MD
音声録音用とデータ記録用の光磁気ディスクがある。
Hi-MDはMDの上位互換のメディアで、MDと同じサイズで1 GBの容量を実現している。磁壁移動検出方式 (DWDD: Domain Wall Displacement Detection) を採用している。

### その他

#### 放送業務用
ISO規格のMOやMDと並び、実用化・普及した数少ない規格のひとつである。
- 30 cm両面アナログ記録媒体（1992年）：NTSCまたはPALのアナログ映像信号を記録
- 20 cm片面デジタル記録媒体（1989年）：1.8 GB/96 Mbps。D2互換のNTSCコンポジット映像信号を記録
- 30 cm両面デジタル記録媒体（1995年）：23 GB/96 Mbps。同上

#### HS
HS (Hyper Storage)は、1995年にソニーが開発した光磁気ディスクである。3.5インチフロッピーディスクとほぼ同じサイズのカートリッジに納められており、容量は約650 MB。
HSの開発にあたっては日立製作所と3Mが協力している。
将来的には2002年頃までに約2.5 GBに容量を段階的に拡大する予定だった。しかし、当時普及していたMOとの互換性がない上にMOと比べてドライブやメディアが高額だったため普及しなかった。ドライブ、メディアとも製造・販売は終了しており、開発も停止されたままである。

#### AS-MO
AS-MOはAdvanced Storage Magneto Opticalの略で5インチの光磁気ディスク。シャープを含む16社で開発され、直径120 mmの片面ディスクで6 GBの大容量記録を実現した。ASTC(advanced storage technical conference)が1998年4月に規格を策定したが、製品化はされなかった。

#### iD PHOTO
AS-MOの技術を応用し、三洋電機、オリンパス光学工業、日立マクセルの3社で1999年に開発された。記録方式にMFM方式、再生技術にMSR技術を採用し2インチ (5 cm) 径で730 MBの容量を持つ。

#### 2インチMO
シャープとソニーによって2000年3月に発表された。

#### 次世代光磁気記録
1990年代後半から将来迎えるであろうハードディスクの記録密度の限界が問題視され、各メーカーでは高速リードライト、高記録密度の光磁気ディスクを研究している。
磁区拡大再生技術 (MAMMOS: Magnetic AMplifying Magneto-Optical System) といった記録再生技術や、青紫色レーザを利用することで5.25インチサイズで最大200 GBの容量が見込まれている。このうちMAMMOSは従来のレーザ波長で20 GB/12 cm、現時点でのDWDDは従来のレーザー波長で3 GB/5 cmの容量とされる。なおDWDDの技術目標は100 GB/12 cm、青紫色レーザで200 GB/12 cmを見込んでいる。
2013年11月25日に発表されたこれまでとは全く違った技術である光スイッチング磁石を用いた記録方式もある。ディスクとしての媒体で供給できるのかまだ不透明であるが、平方インチあたり30 GB記録可能でありブルーレイディスクを大きく超える容量になる。

## 普及と衰退
MOの普及率は世界的に見た場合には決して高いものではなく、むしろ日本での普及の高さはかなり珍しい部類に入る。

### 海外
1990年代にはドライブ単価の安いZipドライブが世界中で普及を見せ、MOは他のリムーバブルメディア共々その余波をまともに浴び普及は微々たるものだった。MOドライブはいわば磁気ディスクと光ディスク両方の機構を内蔵しているため高コストにつく。しかも主流であった3.5インチは、2000年代以前の技術ではフロッピードライブベイのサイズにまとめるため構造上の無理があり、ドライブの信頼性がディスクのそれに見合っていなかった。5.25インチメディアは堅牢性優先でリムーバブルメディアとしてはあまりに重厚大型にすぎ業務用以外には普及しなかった。1990年代後半からはCD-Rが安価に出回るようになり、さらにはフラッシュメモリの大容量・低価格化による普及も進んでいるためMOは地味な（あるいはそれ以下の）存在のままである。

### 日本
一方、日本国内では当初から企業や官公庁を中心に登場時からデータの保存・運搬用として広く普及しており、デスクトップパブリッシングやデザイン・印刷・出版の分野では、そのメディア信頼性の高さと容量に対するコストパフォーマンスの良さから広く使われている。特にPC-9800シリーズではデバイスドライバを必要とせずSCSI接続のMOからのブートも可能だったため、Windowsの普及初期に広く出回った（PC/AT互換機ではデバイスドライバが必要）。Windows 95まではHDDレスのシステムも構築可能だった。1990年代にはZipドライブの普及に押され気味だった時期もあったが、Zipドライブが衰退し始めてからは一時期勢いを取り戻したこともあった。しかしPC自体のAT互換機への移行で、システムが標準サポートしないSCSI接続からATAPI等への移行に出遅れたことで、代わってCD-RWやDVDドライブがパソコンに標準搭載されることが急増し、市場トレンドから脱落する一因となった。後にはさらに小型で高速なフラッシュメモリー（主にUSBメモリー）が安価に出回るようになり衰退の一途を辿った。富士通よりCD-ROM・MOの両方が使えるコンボドライブが開発・試作されたが、市場販売には至らなかった。MOはドライブの小型化やインターフェースにUSBバスパワータイプを採用した製品が登場し、信頼性・長期保管性に長けたメディアとして見直す動きもあったが、大容量化でDVDやBD、DDS、フラッシュメモリーに遅れを取ったこともあり、需要は伸びることはなかった。関連企業により1999年結成された「MOフォーラム」も2009年から休眠、2010年に解散した。

## 生産・販売の停止

### 民生品
MOディスクドライブの生産・販売はすべて終了している。オリンパスは2005年（平成17年）後半に生産を中止して2006年（平成18年）3月にMO事業から完全撤退した。コニカミノルタは2010年（平成22年）9月に販売を終了、富士通は2012年（平成24年）3月30日をもって全てのサポートを終了し、バッファローも生産を終了、最後まで販売していたロジテックも2013年（平成25年）6月下旬に発売した「LMO-FC654U2」が最終モデルとなった。
記録メディアについても、日立マクセルは2009年（平成21年）9月末に、三菱化学メディアは2009年（平成21年）12月末にMOディスクの販売を終了した。アイ・オー・データ機器も販売を終了、ソニーは3.5インチMOに関しては2017年（平成29年）6月を最後に現行品のリストから外れ、5.25インチMOに関しては2018年（平成30年）2月を最後に現行品のリストから外れた。

### 業務用
ラジオ放送業務用としては、信頼性・耐久性・使い勝手の面（ラジオ放送局内のデジタル化進展や業務用6 mmテープの在庫希少化）から、2000年代中盤以降MOを積極的に採用していた。
規格は番組制作・CM制作・番組搬入用の録音メディアとしてソニーによる3.5インチ規格準拠の業務用MO「Pro-MO（プロモ）」が広く採用されていたが、2015年（平成27年）7月以降、2020年（令和2年）までに生産終了したことで、各局では使用を取りやめる傾向にある。
代表的なレコーダーとしては、DENON ProfessionalのDN-H5600N・DN-H4600N（3.5インチ用）、CD制作時のマスターレコーダーとして、専用の5インチMO (5.2 GB) を用いて、24bit/44.1 kHzの音源を記録する、ソニーのPCM-9000などがあるが、いずれも生産終了した。
各業務では、MOの代わりにHDDやフラッシュメモリーを媒体とした機材に代替している。